# Rut Dajan
Rut Dajan (hebr.: רות דיין, ur. 7 marca 1917 w Hajfie, zm. 5 lutego 2021 w  Tel-Awiwie) – izraelska działaczka społeczna i przedsiębiorczyni, założycielka domu mody Maskit, pierwsza żona generała i polityka Moszego Dajana.

## Życiorys
Ruta Schwartz urodziła się w Hajfie. Jej ojciec był prawnikiem, a matka pedagogiem. Po kilku latach w Anglii przeniosła się wraz z rodziną ponownie do Izraela i osiedliła się w Jerozolimie. W wieku 17 lat rozpoczęła studia w szkole rolniczej, gdzie poznała przyszłego męża Moszego Dajana. Po ślubie wraz z mężem przeniosła się do Tel Awiwu, z tego związku urodziła troje dzieci: Ja’el – polityk, posłankę do Knesetu i zastępcę burmistrza Tel Awiwu, Ehuda – pisarza i rzeźbiarza oraz Asiego – aktora i producenta filmowego. Rozwiodła się z mężem po 37 latach małżeństwa. W 1949 pracowała jako konsultantka imigrantów. Jest założycielką domu mody Maskit.
11 stycznia 2007 otrzymała Partner of Peace Award przyznaną przez wspólnotę Żydów i Arabów ze wsi Newe Szalom.